# All People's Party (Namibia)
All People's Party (APP) er et politisk parti i Namibia som blev registret af valgkommissionen i Namibia i januar 2008. Blandt de første ledere var formand Ignatius Shixwameni og næsteformand Stephanus Swartbooi. Partiet blev grundlag af tidligere medlemmer af Congress of Democrats og SWAPO.
Ved valget i 2009 i Namibia fik partiet 10.795 stemmer eller svarende til 1,3% af stemmerne. Et af partiets mærkesager i 2009 var homoseksuelles rettigheder.
| Politisk parti | Spire Denne artikel om et politisk parti eller gruppe er en spire som bør udbygges. Du er velkommen til at hjælpe Wikipedia ved at udvide den. |